# MICAL2
MICAL2‏ (Microtubule associated monooxygenase, calponin and LIM domain containing 2) هوَ بروتين يُشَفر بواسطة جين MICAL2 في الإنسان.